# Тиман, Иван Карлович
Иван Карлович Тиман (нем. Johann Wilhelm Ludwig Thiemann; 1761—1831) — лейб-медик, действительный статский советник.
Родился в Москве в июне 1761 года; сын лекаря. 
С июня 1775 года слушал в разных европейских университетах лекции по медицине, был студентом Виттенбергского университета (1777) и в июне 1781 года был удостоен звания доктора медицины; с 30 апреля 1783 года — магистр. 
Приехав в Россию он сдал экзамен при медицинской коллегии и 23 декабря 1781 года получил право практики в России. В марте 1782 года был назначен доктором в г. Софию, центр Царскосельского уезда Санкт-Петербургской губернии. Вскоре был переведён в Санкт-Петербургский уезд. 
По просьбе Тимана он был определён в армию и в марте 1784 года назначен дивизионным доктором пограничной дивизии в Крыму. В 1785 году он был переведён в Елисаветград, в 3-ю дивизию. В феврале 1787 года он был уволен из армии по болезни и вскоре принят на службу генеральным штаб-доктором Екатеринославской губернии. Находился безотлучно в Яссах при князе Г. А. Потёмкине, пользовался его расположением и покровительством и даже когда самовольно произвёл 11 подлекарей в лекари, а также несколько цирюльников в подлекари, не был за это наказан.
Был назначен по Высочайшему повелению придворным доктором с 12 февраля 1792 года. Назначение это было подтверждено указом Павла І от 20 февраля 1797 года. В должности лейб-медика он оставался до самой своей смерти, 30 января (11 февраля) 1831 года.
Статский советник с 20 февраля 1797 года, действительный статский советник с 1 февраля 1799 года. Был награждён орденом Св. Владимира 4-й степени (22.9.1792).